# Милан Матејић
Милан Матејић (Лозница, 24. мај 1871— Нови Сад, 7. октобар 1919) био је српски глумац, редитељ и преводилац.

## Биографија
Милан је рођен 24. маја 1871. године у Лозници, у породици радника Ђуре и Иванке. Основно образовање је највероватније завршио у Великом Бечкереку. Био је члан бечкеречког Српског црквеног певачког друштва, бавио се певањем и рецитовањем. Такође је преводио и са немачког језика. За време гостовања Српског народног позоришта у Великом Бечкереку наступао и у његовим представама као мали епизодист и члан хора. Прву већу улогу је добио у представи Шокици И. Округића Сремца 1896. године. Након ове улоге, био је ангажован за привременог члана новосадског позоришта. Није се дуго задржао на овој позицији али се са повратком позоришта јуна 1900. године, поново запослио на истој позицији. Пред публиком у Новом Саду представио се улогом Милутина у Ајдук Вељку Ј. Драгашевића. Године 1904. Бранислав Нушић је постављен је за управника Српског народног позоришта у Новом Саду и одређује Милана за деловођу српске народне позоришне дружине и ову дужност је обављао упоредо са глумом. Убрзо је постао стални члан глумачке поставе и био је међу оснивачима Заједнице омладине Српског народног позоришта. Године 1913. добио је звање редитеља а по завршетку Првог светског рата нашао се међу првима у драмском ансамблу обновљеног СНП као глумац и редитељ и у њему остао до смрти.
Милан је био ожењен Даницом Туцаковић, певачицом Српског народног позоришта. Преминуо је 7. октобар 1919. године и сахрањен је на Алмашком гробљу у Новом Саду.